# جانيت لي (ممثلة)
جانيت لي (بالإنجليزية: Janet Leigh)‏ هي مغنية وممثلة تعبيرية وممثلة أمريكية، ولدت في 6 يوليو 1927 بميرسيد في الولايات المتحدة، وتوفيت في 3 أكتوبر 2004 ببيفرلي هيلز في الولايات المتحدة بسبب التهاب وعائي ونوبة قلبية. بدأت مشوارها المهني سنة 1947.

## أعمال

### أفلام
- (1950) نساء صغيرات
- (1960) سايكو

## ترشيحات
- جائزة الأوسكار لأفضل ممثلة مساعدة، عن عمل: سايكو (1960)

## وصلات خارجية
- جانيت لي على موقع IMDb (الإنجليزية)
- جانيت لي على موقع الموسوعة البريطانية (الإنجليزية)
- جانيت لي على موقع روتن توميتوز (الإنجليزية)
- جانيت لي على موقع ألو سيني (الفرنسية)
- جانيت لي على موقع ميوزك برينز (الإنجليزية)
- جانيت لي على موقع تيرنر كلاسيك موفيز (الإنجليزية)
- جانيت لي على موقع أول موفي (الإنجليزية)
- جانيت لي على موقع قاعدة بيانات برودواي على الإنترنت (الإنجليزية)
- جانيت لي على موقع قاعدة بيانات الأفلام السويدية (السويدية)
- جانيت لي على موقع إن إن دي بي (الإنجليزية)